# Чукотско-корякские языки
Чукотско-корякские языки — языковая группа (семья) в северо-восточной Сибири. 
По мнению одних учёных, чукотско-корякские языки родственны ительменским и составляют с ними чукотско-камчатскую семью, а по мнению других, сходство обусловлено языковыми контактами.

## Состав
Выделяются языки:
- чукотский;
- корякский;
- керекский (†);
- алюторский

(также редко в качестве самостоятельных упоминаются
- паланский и
- карагинский (†) — традиционно трактуются как диалекты алюторского).

(†) — возможно, вымершие.

## Фонетические особенности
По соотношению рефлексов согласных -d- (-š-?) и -r- противопоставляются:
- r-диалекты (чукотский);
- j-диалекты и примыкающие к ним диалекты со свистящими и шипящими рефлексами (апукинский, итканский, каменский, керекский, паренский, чавчувенский);
- диалекты -t-//-r-, сохранившие различие согласных (алюторский, карагинский, паланский).

Характерной особенностью большинства чукотско-камчатских является сингармонизм по подъёму (расширение у > о, и > е, е > а): наиболее последовательно представлен в чукотском, затем в паланском, карагинском, корякском, практически утрачен в собственно алюторском, отсутствует в керекском (компенсируется акцентной гармонией, заключающейся в чередовании акцентно выделенных и нейтральных слогов).

## Грамматические особенности
Широко распространена префиксация, что в общем-то для остальных семей ареала не свойственно (за исключением ительменских).
Прилагательные и наречия как самостоятельные категории в чукотско-камчатских отсутствуют.
Категория грамматического рода отсутствует, но выделяются два-три класса активности, обнаруживающиеся по соотношению падежно-числовых форм, а также глагольному согласованию:
- неактивный — обозначения предметов и животных;
- среднеактивный — обозначения людей;
- высокоактивный — собственные имена и клички животных, названия лиц ближайшего окружения.

У названий лиц существует категория личности в различных разрядах слов (таких, как числительные, предикативы и т. д.).
Возможно употребление названий животных во втором классе и в третьем (при олицетворении).
В неактивном классе также противопоставляются названия предметов и животных, что выявляется в относительных и притяжательных конструкциях и сочетаниях с глаголами. То есть возможно, фактически, утверждать о существовании четырёх классов активности.
Три стратегии актантного кодирования:
- номинативная;
- эргативная;
- инкорпорация

+ 
- пермутативная (антипассивная)[1].